# Ta’Dmejrek
A Ta'Dmejrek 253 méteres magasságával Málta legmagasabb pontja. A csúcs Malta (Málta) szigetének déli partján, Dingli település közelében található.

## Képek

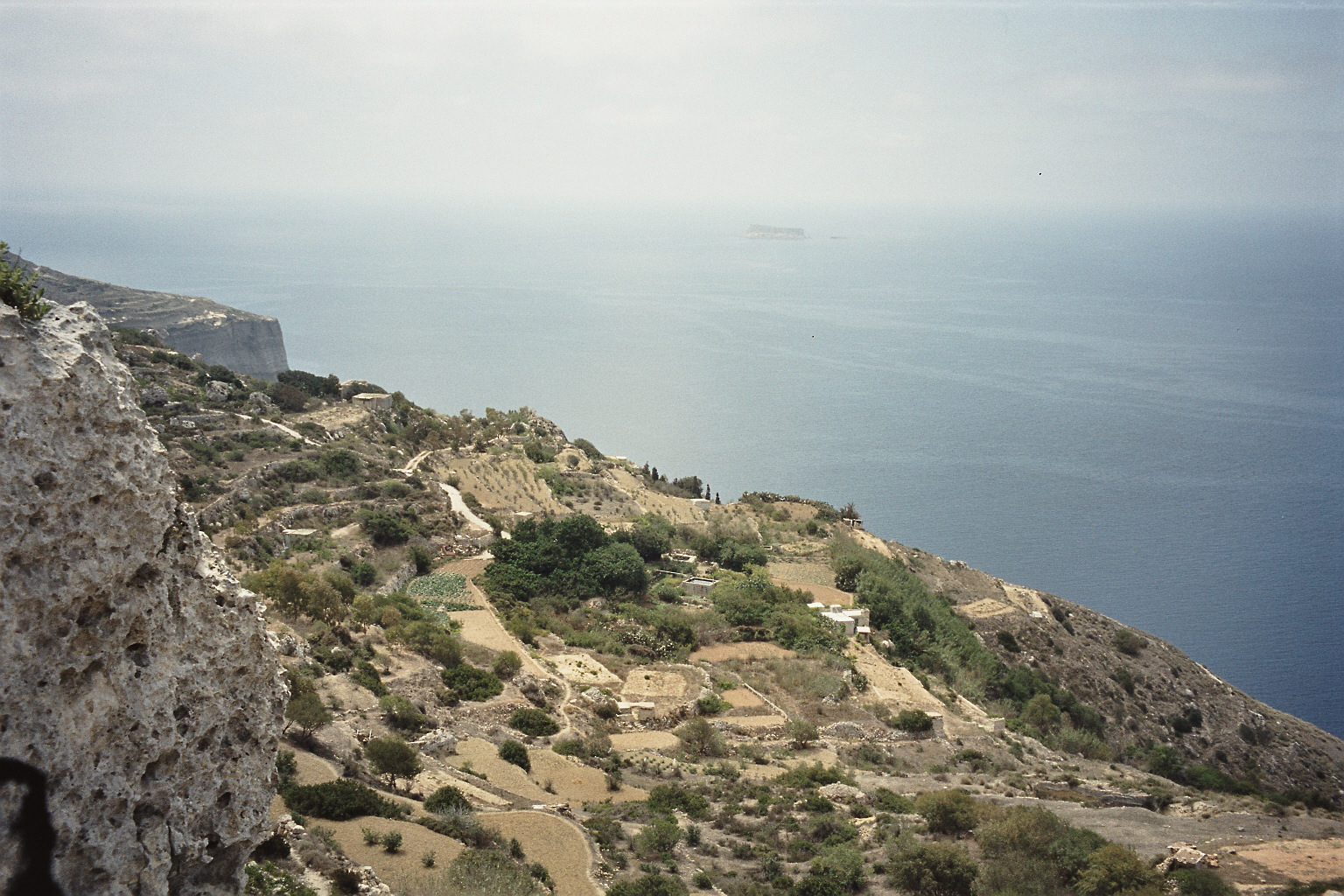
A kilátás a csúcsról